# Pseudanthias fasciatus
Pseudanthias fasciatus es una especie de peces de la familia Serranidae en el orden de los Perciformes.

## Morfología
• Los machos pueden llegar alcanzar los 21 cm de longitud total.

## Hábitat
Es un pez  de mar de clima tropical y asociado a los  arrecifes de coral que vive entre 20-150 m de profundidad.

## Distribución geográfica
Se encuentra desde el Mar Rojo hasta el sur del Japón, Gran Barrera de Coral y Tonga.